# Фізико-технічний інститут імені А. Ф. Йоффе РАН
Фізико-технічний інститут імені А. Ф. Йоффе РАН (рос. Физико-технический институт имени А. Ф. Иоффе РАН) — одна із провідних науково-дослідних установ Росії в галузі фізики і технологій.

## Історія
Фізико-технічний інститут веде свою історію від однойменного відділу Державного рентгенологічного і радіологічного інституту (ДРРІ, рос. ГРРІ), створеного у вересні 1918 року за ініціативою професорів А. Ф. Іоффе і М. І. Неменова. Абрам Федорович Йоффе був обраний першим директором ДРРІ і одночасно очолив фізико-технічний відділ. У 1921 році відділ виділився в самостійний інститут. Аж до 1950 року директором цього інституту залишався А. Ф. Йоффе.
У травні 1939 року інститут під назвою Ленінградський фізико-технічний інститут (ЛФТІ) увійшов до складу Академії наук СРСР. У 1960 році ім'я першого керівника інституту з'являється в його назві.
У 2022 році інститут був включений до санкційних списків США та Канади через вторгнення Росії до України.

## Співробітники
У ФТІ ім. Йоффе починали свою наукову кар'єру майбутні Нобелівські лауреати М. М. Семенов, Л. Д. Ландау, П. Л. Капіца, працювали всесвітньо відомі вчені: А. П. Александров, Є. Ф. Гросс, Я. Б. Зельдович, І. В. Курчатов, І. Є. Тамм (також майбутній лауреат Нобелівської премії), Я. І. Френкель та багато інших.
На посаді першого заступника директора інституту за радянських часів працював російський підприємець, доларовий мільярдер, основний акціонер і колишній голова ради директорів банку «Росія», людина наближена до президента Росії Володимира Путіна ще з часів кооператива «Озеро», де вони були співзасновниками, Юрій Ковальчук.

## Дослідження
Дослідження вчених фізтеху охоплюють практично все поле сучасної фізики. Світове визнання принесли інституту роботи в галузі фізики твердого тіла, напівпровідників, квантової електроніки, астрофізики, фізики плазми, фізичної газодинаміки. Добре відомі фахівцям роботи співробітників інституту з фізики міжпланетного простору і космології, керованого термоядерного синтезу, руху тіл в атмосферах Землі та інших планет.

## Нагороди

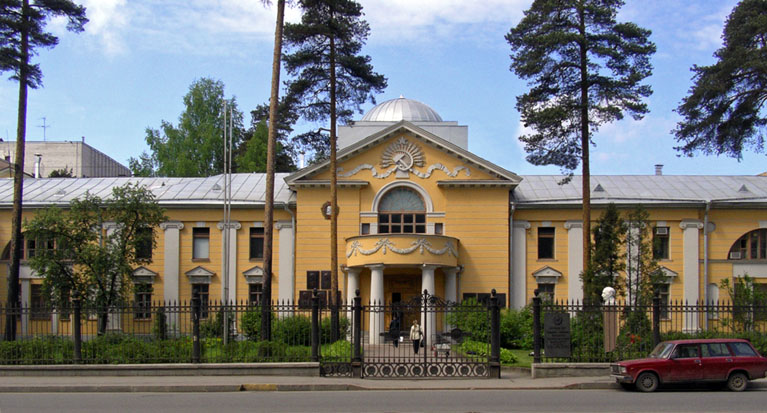
Головний корпус ФТІ ім. А. Ф. Йоффе

Понад сто співробітників інституту відзначені вищими радянськими та російськими науковими нагородами, серед яких Ленінські і Державні премії СРСР, Державні премії РФ, премії уряду СРСР і РФ, іменні медалі та премії Академії наук СРСР і РАН.
Роботи, виконані в інституті, двічі нагорождувалися Нобелівською премією.
У 1956 р. Нобелівська премія з хімії була присуджена академіку М. М. Семенову (спільно із С. Н. Хіншелвудом) «за відкриття і дослідження ланцюгових хімічних реакцій». Відзначені премією роботи були виконані у ФТІ і опубліковані в 1927 році, коли М. М. Семенов був співробітником інституту.
У 2000 р. Нобелівська премія з фізики була присуджена директору ФТІ академіку Ж. І. Алфьорову (спільно з Г. Кремером і Д. Кілбі) за роботи із створення та розвитку напівпровідникових гетероструктур, «що заклали фундамент сучасної інформаційної техніки».

## Видання інституту
ФТІ ім. А. Ф. Йоффе є одним із засновників наведених нижче журналів, які виходять російською та англійськими мовами:
- Журнал технічної фізики. Заснований у 1931 році. ISSN 0044-4642 12 номерів на рік (Technical Physics)
- Листи до журналу технічної фізики. Заснований у 1975 році. ISSN 0320-0116 24 номери на рік (Technical Physics Letters)
- Фізика твердого тіла. Заснований у 1959 році. ISSN 0367-3294 12 номерів на рік (Physics of the Solid State)
- Фізика і техніка напівпровідників. Заснований у 1967 році. ISSN 0015-3222 12 номерів на рік (Semiconductors)